# Guido Caprotti
Guido Caprotti (Monza, 5 ottobre 1887 – Valmaseda, 6 settembre 1966) è stato un pittore italiano, la cui massima notorietà si ebbe però in Spagna.

## Biografia
Guido era il più giovane dei tre figli maschi di Gerardo Caprotti e di sua moglie, Claudia Pacchetti.
Dopo essere cresciuto in un ambiente artistico, grazie all'amicizia del padre con il famoso compositore Giuseppe Verdi e con il pittore Giovanni Boldini, iniziò la sua carriera nella città natale.
Monza, ricca di monumenti e memorie medievali, svolse un ruolo importante nella sua carriera e fin dal principio, il giovane pittore si faceva chiamare "Guido Caprotti da Monza".
Quando era ancora bambino, cominciò a prendere confidenza coi colori e con le loro combinazioni. Poi si trasferì a Milano dove s'iscrisse alla facoltà di architettura. Dopo aver conosciuto Mosè Bianchi, Caprotti abbandonò gli studi di architettura per spostarsi all'Accademia di Brera, uno dei centri di insegnamento più importanti d'Italia, divenendo l'allievo prediletto di Cesare Tallone.
In questi primi anni, l'artista stava cominciando a mostrare la sua sensibilità artistica, che lo portò a rappresentare soprattutto figure umane, ma senza trascurare i paesaggi. Anche se questo era un momento difficile, Caprotti incontrò Anselmo Bucci, uno dei fondatori nel 1922 del movimento "Novecento", che divenne ben presto il suo migliore amico.
Nel 1908 conseguì il diploma di professore di disegno, che gli permise di insegnare. A 23 anni vinse il premio "Fondazione Caimi-Bozzi", il premio "Francesco Hayez" e il "Prix de Rome". Nel 1911 ricevette la Medaglia d'Argento al Salone di Torino, e l'anno successivo la Medaglia d'Oro della Mostra Nazionale di Belle Arti di Brera a Milano, di cui in seguito sarebbe stato nominato membro onorario. Due anni più tardi, Caprotti tenne la sua prima mostra, ottenendo un grande successo.

### Parigi
Per migliorare la sua influenza e visione del mondo iniziò una serie di viaggi all'estero che lo portarono a Parigi, dove proseguì la sua formazione artistica. In quella città, circondato da un'atmosfera bohémien, entrò in contatto con le nuove tendenze ed ebbe modo di conoscere artisti di fama mondiale come Renoir, Degas e Rodin, tra gli altri.
Da questo momento, le opere del pittore italiano diventarono più eleganti e suggestive, soprattutto nei ritratti femminili.
La sua pittura venne influenzata dal movimento post-impressionista. Nei primi anni del '900 fu membro del cenacolo culturale detto "Coenobium", frequentato da pittori, scultori e letterati fra i quali Eugenio Baioni, Anselmo Bucci e Leonardo Dudreville.

### Viaggi in Europa
In quegli anni cominciò a mietere successi e fu invitato ad esporre in alcune capitali europee, che gli permisero di viaggiare in Belgio, in Inghilterra e in Germania. Inoltre, si dedicò alla pittura di paesaggi principalmente in Russia, dove visse per un anno.
Ben presto divenne conosciuto fuori dall'Italia, esponendo nei salotti più prestigiosi nel periodo 1914-1916. Durante la prima guerra mondiale continuò i suoi viaggi, che lo portarono in Spagna, dove visitò città come Toledo, Segovia, Burgos, Murcia, Elche e, infine, Avila.

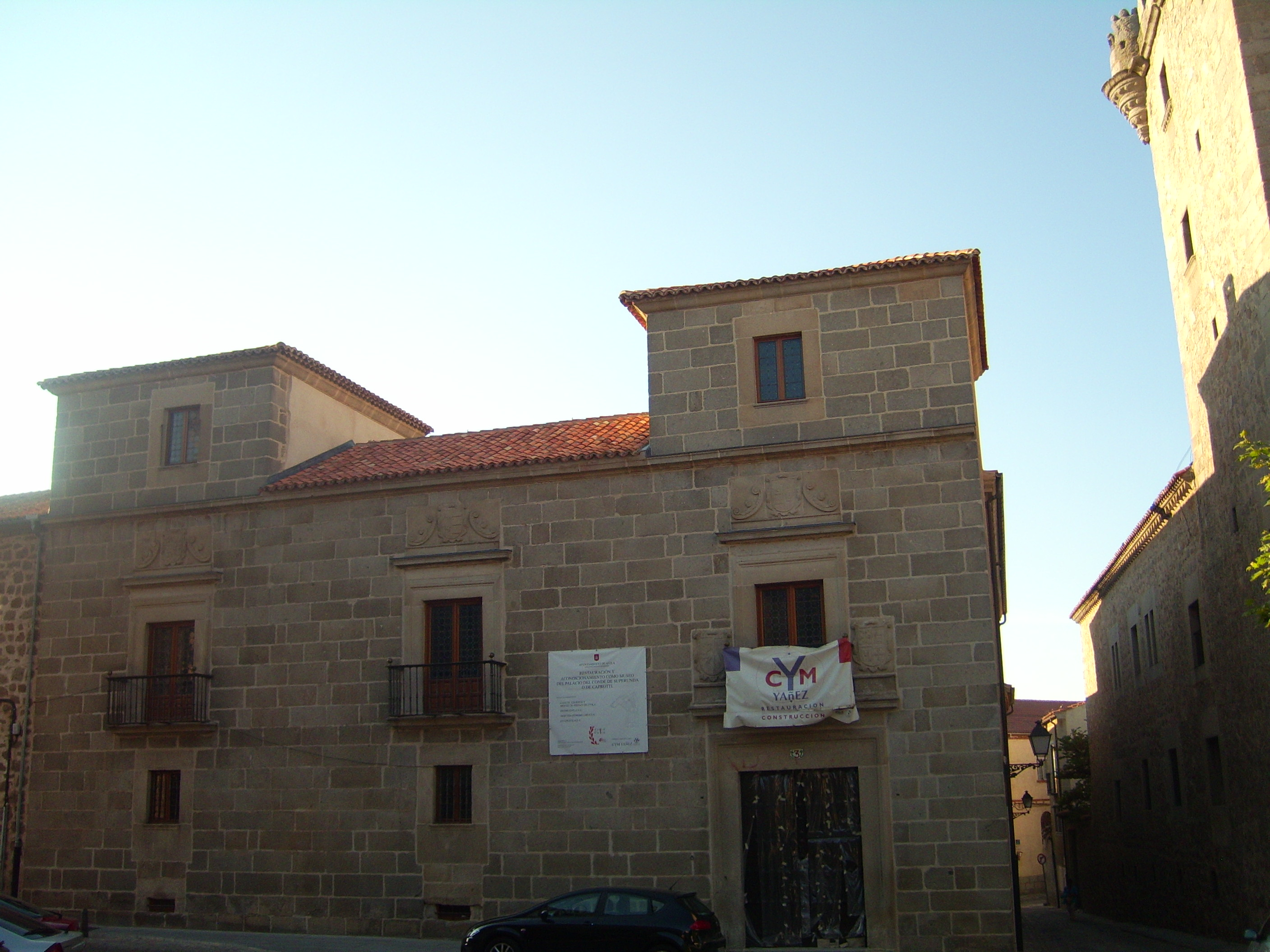
Il palazzo Superunda (chiamato anche Palazzo Caprotti), presso il quale sono esposte molte opere di Caprotti e vive la famiglia

### Ávila
Quest'ultima tappa fu una coincidenza, poiché il pittore italiano mirava a raggiungere il Museo del Prado a Madrid per incontrare un pittore parigino. Tuttavia, il treno su cui stava viaggiando rimase bloccato nella neve mentre stava per raggiungere Avila, costringendo i viaggiatori a restarci per tre giorni prima di riprendere il cammino.
Caprotti decise di visitare la città murata e se ne innamorò, colpito dal silenzio e dalla tranquillità delle sue strade. In seguito vi rimase e vi aprì un apprezzato studio pittorico, prolungando la sua permanenza fino al 1936, quando esplose la guerra civile e abbandonò la città.

## Guerra civile
Allo scoppio della guerra civile, l'esercito popolare requisì la sua casa ad Avila, mentre il suo studio a Madrid venne saccheggiato dalle truppe repubblicane che lo accusavano di essere un pittore fascista. Lo studio venne infine bombardato dagli aerei di Franco, anche se gli uomini dell'esercito popolare salvarono alcuni dei suoi oli. Caprotti, che non aveva mai fatto parte di alcun partito politico, ma si considerava solo un artista, vide anche la sua tenuta di Vizcaya devastata dai militanti.
Alla fine della guerra, ritornò con la sua famiglia ad Avila. Più di un centinaio dei suoi dipinti erano stati distrutti o venduti durante la guerra.
Nel giugno 1942 fece la mostra personale più completa e rappresentativa della sua carriera nel Museo d'Arte Moderna di Madrid.

### Messico
Nel settembre 1949 si recò per la prima volta in Messico, dove rimase molto colpito dal lavoro degli artisti messicani, in particolare l'arte dei murales che gli ricordavano gli affreschi italiani del Quattrocento.
Da quel momento, Caprotti sentì il bisogno di diffondere l'arte messicana in tutto il mondo, e ottenne due sale alla Biennale di Venezia, dove mostrò le opere del Paese americano.
Tutto ciò gli permise di fare viaggi in Venezuela, a Cuba, ad Haiti e negli Stati Uniti.

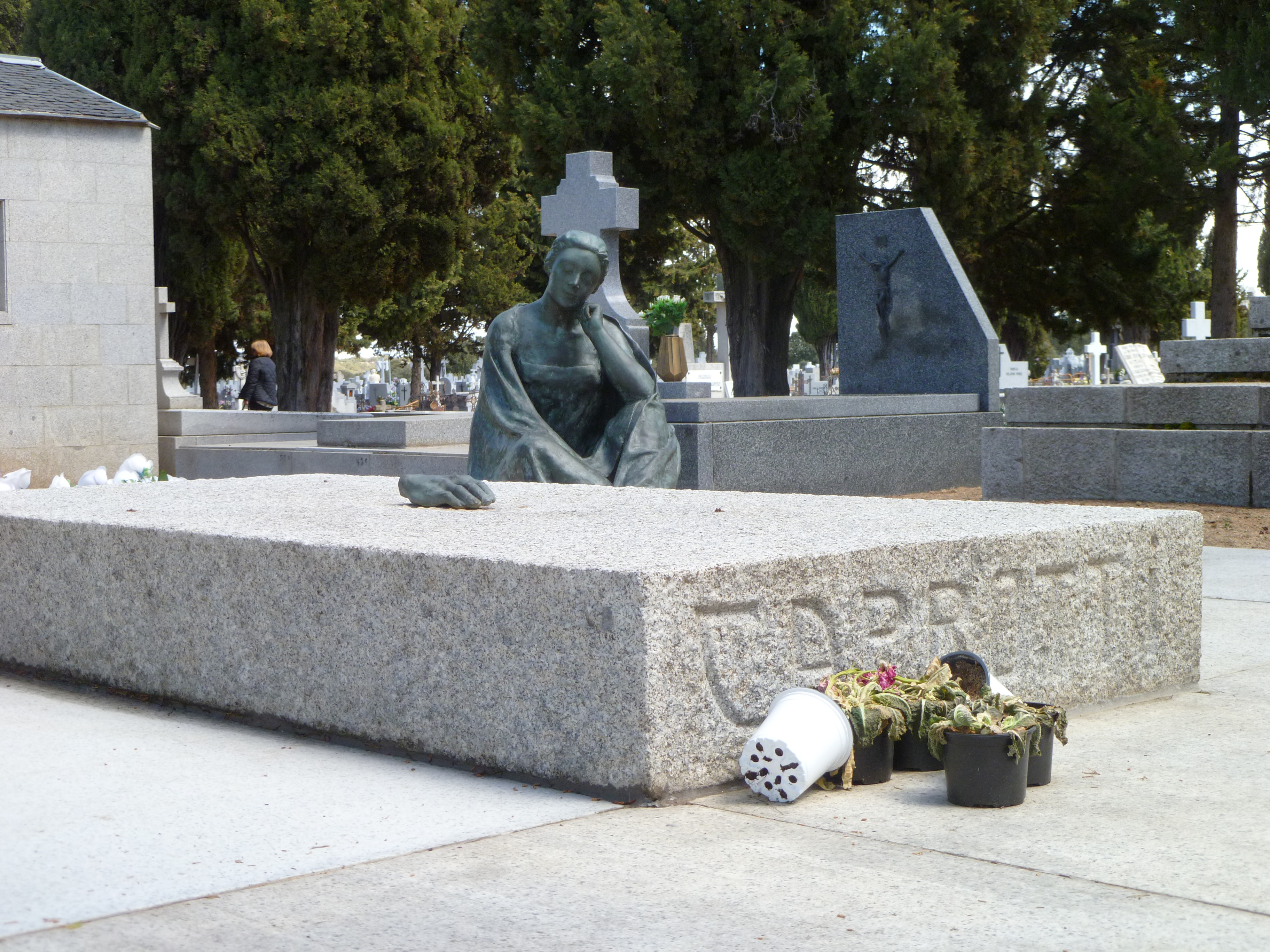
Tomba del pittore Guido Caprotti nel cimitero di Avila

## Ultimi anni e morte
Dopo il suo ritorno in Spagna, prese la residenza ad Avila ma ritornò spesso a Monza. In uno di questi viaggi raccolse in un sacchetto la terra di Monza per farlo mettere nella sua tomba, qualora non fosse stato sepolto nella sua città natale.
Nella primavera del 1959 tornò in Messico, dove eseguì un grosso murale di 16 metri di lunghezza. Questo, ha dichiarato il pittore stesso, sarebbe stato il suo primo e ultimo murale.
Quando stava per finire il suo lavoro, cadde, provocandosi un grave infortunio al ginocchio da cui non guarì più.
Infine, la morte lo sorprese a seguito di una broncopolmonite. Morì il 5 settembre 1966, e il giorno dopo il suo corpo venne trasferito a Avila. La sua città natale, Monza, gli ha dedicato una strada.
Oggi, la sua tomba si trova nel cimitero di Avila. La devorazione è composta dalla sagoma di una mano destra, scolpita da suo figlio Oscar. Vi riposa col resto della sua famiglia.
Dopo la sua morte, per volere degli eredi, passarono alla proprietà governativa circa 900 manufatti fra quadri, sculture, registrazioni e strumenti musicali; opere in seguito esposte nell'ampio palazzo Superunda (Secolo XVI), abitato dal 1960 dalla famiglia Caprotti.
La donazione gli valse la Medaglia d'oro postuma per meriti cittadini.